# 鳥羽董
鳥羽 董（とば ただす、1930年4月17日 - ）は、日本の実業家。味の素代表取締役社長や、同社代表取締役副会長、ダイエー代表取締役社長を務めた。

## 人物・経歴
1955年慶應義塾大学大学院経済学研究科修了、味の素入社。1981年取締役に昇格。1985年常務取締役。1987年代表取締役専務。1989年から代表取締役社長として「WE-21」計画を推し進めた。後任の代表取締役社長には江頭邦雄を推したが、創業家の反対で叶わず、1995年代表取締役副会長に退き、1996年にはダイエーに顧問として移った。1999年からダイエー代表取締役社長を務めて経営再建にあたった。